# Юность (Павлодарская область)
Юность (каз. Юность) — упразднённое село в Баянаульском районе Павлодарской области Казахстана. Входило в состав Аксанского сельского округа. Упразднено в 2004 году.

## Население
По данным переписи 1999 года, в селе проживало 6 человек (3 мужчины и 3 женщины).